# صومعة دل
صومعة دل هي قرية في مقاطعة ورزقان، إيران. عدد سكان هذه القرية هو 1,369 في سنة 2006.